# Podversa vára
Podversa vára (horvátul: Grad Podvrško) egy várhely Horvátországban, Orbova központjában.

## Fekvése
A vár maradványai a falu temetőjétől északra, az út túloldalán, egy észak-dél irányú hegyhát közepén, egy szilváskertben találhatók.

## Története
Podversa várát 1423-ban említik először „Castrum Podwersa” alakban. Ezután „Podwers, Podwersia, Podwersya, Poduorsa, Podwarsa, Podwersauara” formában szerepel a korabeli oklevelekben. 1423-ban Tamási László és testvére Henrik, utód nélküli haláluk esetére ezt a birtokukat is vérrokonuknak, serkei Lorántfi Györgyre és utódaira hagyták. Ennek ellenére 1443-ban Héderváry Lőrinc budai káptalant és Imre nevű fiát vezették a birtok tulajdonjogába, ami ellen még 1453-ban is tiltakoztak a serkei Lorántfyak, akik ugyancsak igényt tartottak a Tamásiak örökségére. 1464-ben, 1500-ban és 1506-ban is a Héderváry család birtokaként említik.
1521-ben Héderváry Ferenc elzálogosította Keglevich Péternek, de Nándorfehérvár elvesztésében való vétkessége miatt a király elvette tőle és Mersich Simeonnak adta.  Ennek ellenére ténylegesen 1525-ig a Héderváryak birtokolták. A vár alatti falut 1446-ban „Felsew Podwers, Also Podwersa” alakban két részből álló településként említik, melynek valószínűleg birtokmegosztás volt az oka. 
1506-ban már „Opidum Podwersa” néven mezőváros. Szent Jakabnak szentelt kápolnája 1403-ban már a Jakobovacnak nevezett helyen állt. Bizonyos, hogy a településnek volt plébániatemploma is, mely a rudinai Szent Mihály apátság vonzáskörzetébe tartozott. A várat török 1536-ban foglalta el és őrséget helyezett el benne. A török kiűzése után elhagyatva állt, anyagát a környező falvak népe házépítéshez hordta szét.

## A vár mai állapota
Alaprajza téglalap alakú. Gjuro Szabo szerint egykor minden sarkán hengeres torony állt, de ebből mára csak a délkeleti torony romjai láthatók. Az egykori falak helyén csak sáncszerű kiemelkedések találhatók, rajtuk kívül az egykori épületeknek nyoma sem maradt. A vártól délre fekvő temető területén középkori eredetű cseréptöredékeket és csontokat találtak.